# Spheginobaccha perialla
Spheginobaccha perialla är en tvåvingeart som beskrevs av Thompson 1974. Spheginobaccha perialla ingår i släktet Spheginobaccha och familjen blomflugor.
Artens utbredningsområde är Malawi. Inga underarter finns listade i Catalogue of Life.